# Maurice Baskine
 (mars 2024).
Si vous disposez d'ouvrages ou d'articles de référence ou si vous connaissez des sites web de qualité traitant du thème abordé ici, merci de compléter l'article en donnant les références utiles à sa vérifiabilité et en les liant à la section « Notes et références ».
Maurice Baskine est un peintre français, né le 7 octobre 1901 à Kharkiv (Ukraine) et décédé à Paris le 5 juillet 1968.

## Biographie
Sa famille s'est installée à Paris en 1905. Il découvre l'occultisme, l'alchimie en 1933. Pendant la Seconde Guerre mondiale, en 1944, il s'évade du camp de l'organisation Todt à Martigues et prend le maquis. Il rejoint les rangs du F. F. I. le 24 juin 1944. 
En 1945, il commence ses premières grandes expositions, dont au Salon des surindépendants. Il adhère au groupe surréaliste en 1946, et participe à l'exposition internationale du surréalisme intitulée Le Surréalisme en 1947, à la galerie Maeght, où il réalise le 13e autel intitulé « L'athanor ». En 1948, il organise l'exposition Comme à la galerie Jean Bart présentant « le sang neuf du surréalisme », et il y rencontre le peintre surréaliste cordais Francis Meunier. C'est en 1951 qu'il rompt avec les surréalistes, élaborant alors sa « Fantasophie », très marquée par l'alchimie.
À partir de 1951, Maurice Baskine poursuit une activité solitaire, de peintre brutiste, préoccupé uniquement d'alchimie fantasophique. Son grand triptyque "Fantasophe-Roc ou l'édification de la pierre de Fantasophopolis" est exposé en 1957 à la Galerie Furstenberg (Paris 6e). On peut voir aujourd'hui ce grand tableau, de 5 m × 2 m, véritable résumé de l'enseignement philosophal, au musée d'art moderne de Cordes-sur-Ciel. 
Le 24 novembre 1964, le deuxième chaîne de télévision diffuse un reportage sur Baskine, dans l'émission Entre les lignes.
Maurice Baskine meurt à Paris le 5 juillet 1968. 
Grâce à Monique et Jean Saucet, dépositaires des œuvres, de nombreuses expositions lui rendent hommage après sa mort, en particulier la Biennale de Venise en 1986, ou la rétrospective organisée à Cahors en 1990, au Grenier du chapitre. En 2003, une grande exposition rétrospective a lieu à Cordes-sur-Ciel, à la Maison Fonpeyrouse et à la Maison des Surréalistes. Depuis lors, l'essentiel des œuvres de Maurice Baskine, données à la cité cordaise, sont visibles en son musée. De nombreuses pièces appartiennent à des collections privées ; la Mère folle est au Centre Pompidou, à Paris.

## Filmographie
- Jean Desvilles, Maurice Baskine, film de 45 min, Résonance, 2004. Ce film, très complet, trace une biographie poétique et alchimique du peintre. Jean-Gabriel Jonin, Paul Sanda, Jean et Monique Saucet racontent avec passion la démarche originale de Baskine, et des extraits de l'émission TV de 1964 complètent le portrait. Le DVD est disponible à la Maison des Surréalistes de Cordes-sur-Ciel.